# Richard Gramling
Die Richard Gramling GmbH & Co KG mit Sitz in Ettlingen (vormals Karlsruhe) ist die Konzernmutter des Teilkonzern Richard Gramling der Graf Hardenberg-Gruppe. Die Unternehmensgruppe vertreibt Fahrzeuge verschiedener Hersteller. Sie ist Teil des Stiftungskapitals der Günther Graf von Hardenberg-Stiftung.

## Unternehmensgruppe
Die Graf Hardenberg-Gruppe besteht neben dem Richard Gramling-Konzern mit Sitz in Ettlingen aus dem Günther-Graf-von-Hardenberg-Konzern mit Sitz in Singen (Hohentwiel).  Die beiden rechtlich selbständigen Konzerne sind auf Gesellschafterebene miteinander verflochten. Die Gruppe zählt zu den größten Automobilhandelsgruppen in Deutschland.

## Betriebe
Zu Gramling gehören Autohäuser in Karlsruhe, Bruchsal, Bretten, und Landau in der Pfalz. Vertrieben werden PKW und leichte Nutzfahrzeuge des VW-Konzerns sowie der Marke Ford, außerdem Motorräder der Marke Harley-Davidson.